# Centre national de la recherche scientifique
Le Centre national de la recherche scientifique, plus connu sous son sigle CNRS, est le plus grand organisme public français de recherche scientifique. Il exerce son activité dans tous les domaines de la connaissance.
Fondé par le décret-loi du 19 octobre 1939 pour « coordonner l’activité des laboratoires en vue de tirer un rendement plus élevé de la recherche scientifique », il est réorganisé après la Seconde Guerre mondiale et s'oriente alors nettement vers la recherche fondamentale. Il s'agit aujourd'hui d'un établissement public à caractère scientifique et technologique (EPST) placé sous la tutelle administrative du ministère de l'Enseignement supérieur, de la Recherche et de l'Innovation.
Son activité scientifique est répartie entre dix instituts nationaux spécialisés dans un domaine de la connaissance (sciences humaines et sociales, biologie, chimie, écologie et environnement, sciences de l'information, sciences de l'ingénierie et des systèmes, mathématiques, physiques, physique nucléaire et des particules, sciences de l'univers). Ils sont à la tête d'environ un millier d'unités ou « laboratoires » et de services labellisés, dont la plupart sont gérés en cotutelle avec d'autres structures (universités, autres EPST, grandes écoles, industries, etc.).
Selon le classement Scimago Institutions Rankings, le CNRS occupe la troisième place au niveau mondial en tant que centre de recherche. Webometrics confirme cette troisième place mondiale en ajoutant qu'il occupe par ailleurs la première place au niveau européen.

## Historique
Le CNRS est né le 19 octobre 1939 de la fusion entre une agence de moyens, la Caisse nationale de la recherche scientifique, et une grande institution de laboratoires et de chercheurs, le Centre national de la recherche scientifique appliquée,.
Cette fusion a été préparée par Jean Zay avec l'aide des sous-secrétaires d'État à la recherche Irène Joliot-Curie puis Jean Perrin. Le décret organisant le CNRS est signé par le président de la République en exercice, à savoir Albert Lebrun, le président du Conseil, Édouard Daladier, le ministre de l’Éducation nationale Yvon Delbos succédant à Jean Zay, et le ministre des Finances Paul Reynaud. La création du CNRS visait à « coordonner l’activité des laboratoires en vue de tirer un rendement plus élevé de la recherche scientifique » et, selon les termes de Jean-François Picard, à la « fondre en un organisme unique, en quelque sorte l’aboutissement logique du jacobinisme scientifique et centralisateur ».
La fusion est favorisée par la Seconde Guerre mondiale : les autorités françaises, ne souhaitant pas reproduire les erreurs commises lors de la Première Guerre mondiale (tous les scientifiques avaient été mobilisés, souvent comme cadres dans l'infanterie ou l'artillerie, ce qui aboutit à la disparition d'une forte proportion de jeunes savants), affectent des chercheurs au CNRS. Cette fusion ne suscita donc aucun écho dans la presse. Au commencement, une partie des recherches étaient menées pour les besoins de l'armée française. Menacé par le régime de Vichy, qui finalement le maintient et confirme à sa tête le géologue Charles Jacob, le CNRS est réorganisé à la Libération. Frédéric Joliot-Curie en est nommé directeur et le dote de nouvelles allocations de recherche.
L'arrivée de De Gaulle au pouvoir en 1958 ouvre une période qualifiée d'« âge d'or de la recherche scientifique » et du CNRS : le budget du CNRS double entre l'exercice de 1959 et 1962.
En 1966 sont créées des unités associées, ancêtres des UMR. Il s'agit de laboratoires universitaires, soutenus par le CNRS, grâce à ses moyens humains et financiers. En 1967 est fondé l'Institut national d'astronomie et de géophysique, qui deviendra en 1985 l'Institut national des sciences de l'univers (INSU). L'Institut national de physique nucléaire et de physique des particules (IN2P3) est créé à son tour en 1971.
Dans les années 1970, s'opère un changement de régime de sciences en société : le CNRS s'interroge sur son ambition, ses modes d'action. Les premiers programmes interdisciplinaires sont lancés et des contrats globaux avec l'industrie signés (le premier avec Rhône-Poulenc en 1975).
En 1982, la loi du 15 juillet, dite loi Chevènement de programmation des moyens de la recherche publique, décrète que les personnels chercheurs, ingénieurs techniciens et administratifs passent sous le régime de la fonction publique : ils deviennent fonctionnaires, avec, pour les chercheurs, un statut semblable à celui des maîtres de conférences et des professeurs des universités.
Selon un sondage réalisé en 2009 par Sofres pour Sciences Po, le CNRS bénéficiait auprès des Français d'un niveau de confiance de 90 %, bien avant la police (71 %), le Gouvernement (31 %), le président de la République (35 %) ou les partis politiques (23 %), et second seulement après la famille (97 %).

## Évaluation
Le rapport d'évaluation du CNRS par l'HCERES publié en 2023 conclut qu'il s'agit d'une  « institution de recherche majeure et de niveau mondial » mais qui peut « faire mieux »,. Le rapport critique le lien entre le CNRS et les universités, peu mentionné dans le rapport d’autoévaluation fourni par le CNRS, et la gestion des ressources humaines, citée dans 3 des 12 recommandations. Les CNRS ne semble pas en mesure de « retenir les personnes les plus talentueuses » en raison de recrutements trop tardifs, et « semble beaucoup plus préoccupé par la production scientifique du CNRS que par le bien-être des chercheurs », sur lesquels pèse un « fardeau bureaucratique » à l'origine d'un « profond niveau de frustration ». L'HCERES fait ainsi écho aux remarques publiées la même année par le conseil scientifique du CNRS dans un Livre blanc sur les entraves administratives. Les évaluateurs notent aussi que le conseil d'administration « ne joue pas vraiment un rôle stratégique », en prenant comme exemple les Programmes et équipements prioritaires de recherche (PEPR), qui ont été lancés et pilotés par le CNRS sans consultation du CA.

## Rôle et domaine d'expertise
Le CNRS est un établissement public à caractère scientifique et technologique (EPST) placé sous la tutelle administrative du ministère de l'Enseignement supérieur, de la Recherche et de l'Innovation ; il est actuellement régi par les articles L. 321-1 à L. 321-6 du code de la recherche et par le décret no 82-993 du 24 novembre 1982, modifié en dernier lieu par le décret no 2007-195 du 2 février 2007.
D'après le décret portant organisation et fonctionnement du Centre national de la recherche scientifique, le CNRS a pour missions :
- d'évaluer, d'effectuer ou de faire effectuer toutes recherches présentant un intérêt pour l'avancement de la science ainsi que pour le progrès économique, social et culturel du pays ;
- de contribuer à l'application et à la valorisation des résultats de ces recherches ;
- de développer l'information scientifique, en favorisant l'usage de la langue française ;
- d'apporter son concours à la formation à la recherche et par la recherche ;
- de participer à l'analyse de la conjoncture scientifique nationale et internationale et de ses perspectives d'évolution en vue de l'élaboration de la politique nationale dans ce domaine.

Pour l'accomplissement de ces missions, le Centre national de la recherche scientifique peut notamment :
- créer, gérer et subventionner des unités de recherche ;
- contribuer au développement de recherches entreprises dans les laboratoires relevant d'autres organismes publics de recherche, des universités et autres établissements d'enseignement supérieur, des entreprises nationales, des entreprises et des centres de recherche privés ;
- mettre en œuvre des programmes de recherche et de développement technologique ;
- recruter et affecter du personnel de recherche dans la limite des emplois autorisés par la loi de finances ;
- prendre en charge des déplacements et des séjours de personnels en tout lieu où les appellent les missions du centre ;
- construire et gérer, le cas échéant, dans le cadre d'accords nationaux ou internationaux, des grands équipements de recherche ;
- constituer des filiales et prendre des participations ;
- participer, notamment dans le cadre des groupements d'intérêt public, à des actions menées en commun avec des services de l'État, des collectivités locales ou d'autres organismes publics ou privés, français ou étrangers ;
- participer à l'élaboration et à la mise en œuvre d'accords de coopération scientifique internationale et de coopération pour le développement ;
- assurer l'élaboration et la diffusion de la documentation scientifique et la publication des travaux.

On peut distinguer trois rôles fondamentaux du CNRS dans la recherche :
- Financement du fonctionnement de la recherche : le CNRS finance 1170 laboratoires de recherche, dont 98 unités propres et 1072 unités mixtes de recherche (UMR), partagées avec un établissement d'enseignement supérieur, un autre organisme de recherche, une fondation ou une entreprise. Le CNRS participe à leur budget et à leur dotation en personnel, parfois à leurs locaux. Le Comité national du CNRS évalue tous les quatre ans ces unités de recherche, cette évaluation conditionne son apport financier, et peut donner lieu à la réorganisation ou à la rupture du contrat d'association avec l'unité.
- Emploi et gestion de personnels de recherche : le CNRS rémunère des chercheurs, ingénieurs et techniciens, qui travaillent en règle générale dans les unités de recherche du CNRS ou dans les unités qui y sont associées. Les chercheurs sont évalués par le Comité national tous les deux ans. Selon l'article 10 du décret no 83-1260 du 30 décembre 1983 et l'article 3 du décret no 84-1185 du 27 décembre 1984, les chercheurs sont tenus de fournir chaque année un compte-rendu de leur activité à travers deux outils : le comptes-rendus annuels d'activité des chercheurs (CRAC) ou le RIBAC (Recueil d’Informations pour un observatoire des activités de recherche en SHS)[16],[17]. Certains peuvent être également « mis à disposition » d'un autre établissement dans le cadre d'un projet de recherche.
- Financement de projets de recherche : le CNRS sélectionne et finance des projets de recherche spécifique, auquel des chercheurs de tous statuts sont habilités à prendre part.

Ce triple rôle contribue à la difficulté de définir la part du CNRS dans la recherche en France. En pratique, un chercheur du CNRS travaille très souvent dans un laboratoire d'une université, n'importe où en France : ceci conduit généralement à une complication et un manque de lisibilité des affiliations dans les publications des chercheurs français. Il faut aussi distinguer la recherche financée par le CNRS, et celle des chercheurs du CNRS. Enfin, du fait en particulier de l'intégration du CNRS et de la recherche universitaire, les résultats de la recherche seront souvent le fruit d'une collaboration entre chercheurs du CNRS et d'autres organismes, ou universitaires. Ces dernières années, la politique suivie a été d'augmenter la part des associations entre le CNRS et les universités, ce qui a contribué à accroître la confusion des rôles et a entraîné une certaine pression corporatiste de la part des professeurs d'université. L'habilitation à diriger des recherches, délivrée par les universités, tend à devenir un point de passage obligé dans la promotion des chercheurs du CNRS.

### Découpage administratif

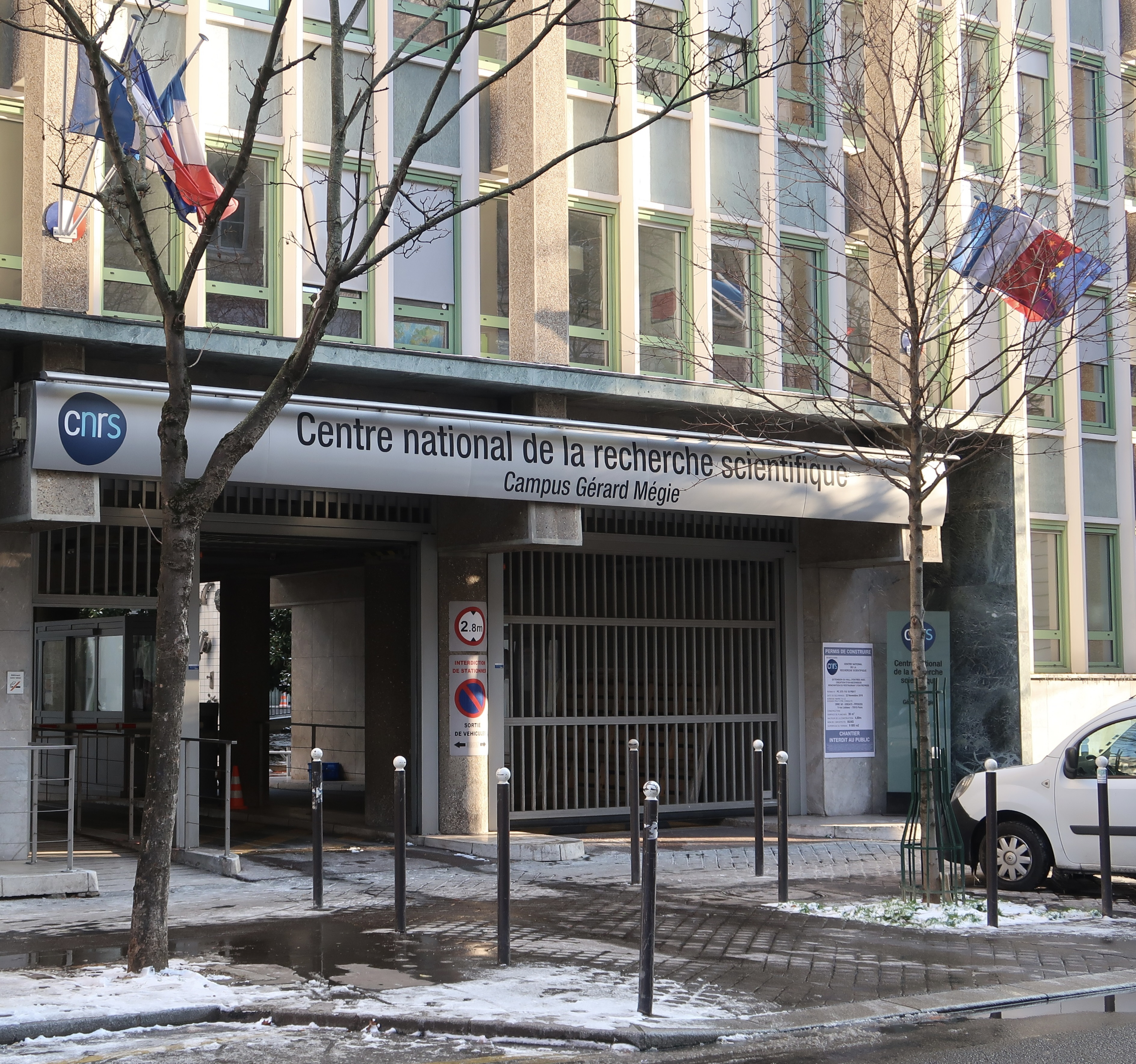
Bâtiment 3 rue Michel-Ange.

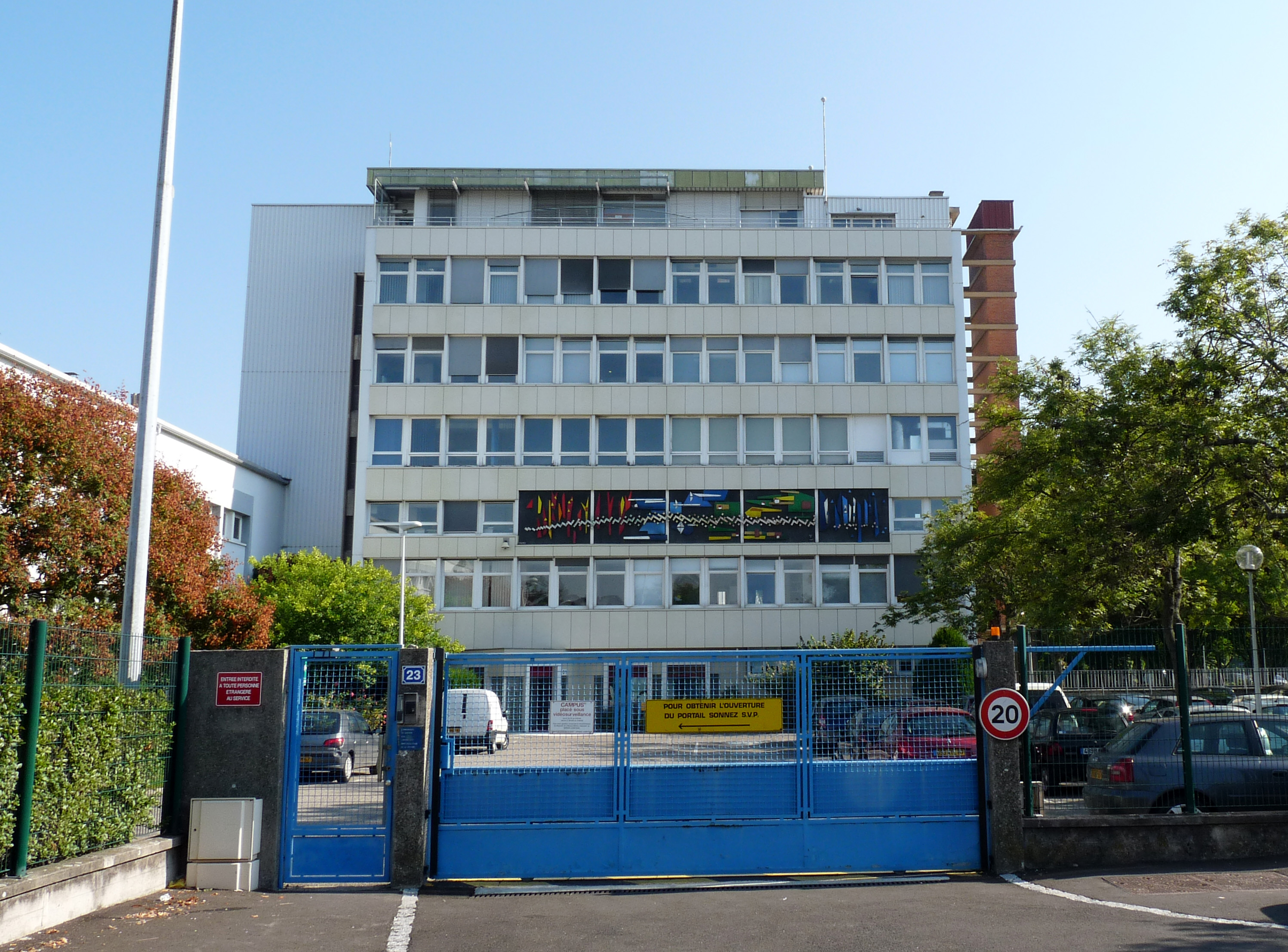
Siège de la délégation régionale Alsace à Strasbourg.

La direction scientifique du CNRS (DGDS) comporte dix instituts, qui gèrent la politique scientifique dans leurs domaines respectifs. Chacun couvre un champ disciplinaire donné (par exemple la chimie) et à ce titre anime et coordonne l'action des laboratoires qui traitent ce domaine de recherche. Ils travaillent avec les directions fonctionnelles du CNRS : direction de politique internationale, direction de politique de site, direction de valorisation et d'innovation, direction d'information scientifique et technique.
Le CNRS compte également 18 délégations régionales qui assurent des missions de représentation au sein des diverses instances locales impliquées dans la recherche et l’enseignement supérieur, de gestion de proximité des laboratoires et du personnel et d'accompagnement des projets scientifiques locaux.
À Paris, son siège se trouve dans le 16e arrondissement, en l'hôtel de Verrières, l'entrée se faisant par une voie adjacente, 3 rue Michel-Ange (« campus Gérard-Mégie »).

### Instituts
En octobre 2023 les instituts CNRS se dotent de noms d'usage destinés progressivement à remplacer les noms en cours.

#### CNRS biologie (INSB)
Institut des sciences biologiques. Les thématiques scientifiques de l'INSB sont :
- bio-ingénierie ;
- biochimie-biologie structurale ;
- biologie cellulaire ;
- biologie végétale ;
- développement, évolution ;
- génétique, génomique ;
- immunologie, infectiologie ;
- microbiologie ;
- neuroscience, cognition ;
- pharmacologie et imagerie ;
- physiologie et cancer ;
- plates-formes technologiques[20].

#### CNRS Terre & Univers (INSU)
Institut national des sciences de l’univers.
Les thématiques scientifiques de l'INSU sont :
- océanographie ;
- géologie ;
- géophysique ;
- climatologie ;
- hydrologie ;
- volcanologie ;
- sismologie ;
- environnement ;
- planétologie ;
- astronomie ;
- astrophysique[20].

#### CNRS Écologie & Environnement (INEE)
Institut écologie et environnement. Les thématiques scientifiques de l'INEE sont :
- écologie et écosciences ;
- biodiversité ;
- impact des changements globaux ;
- santé-environnement ;
- ressources ;
- chimie écologique et environnementale[20].

#### CNRS Sciences humaines & sociales (INSHS)

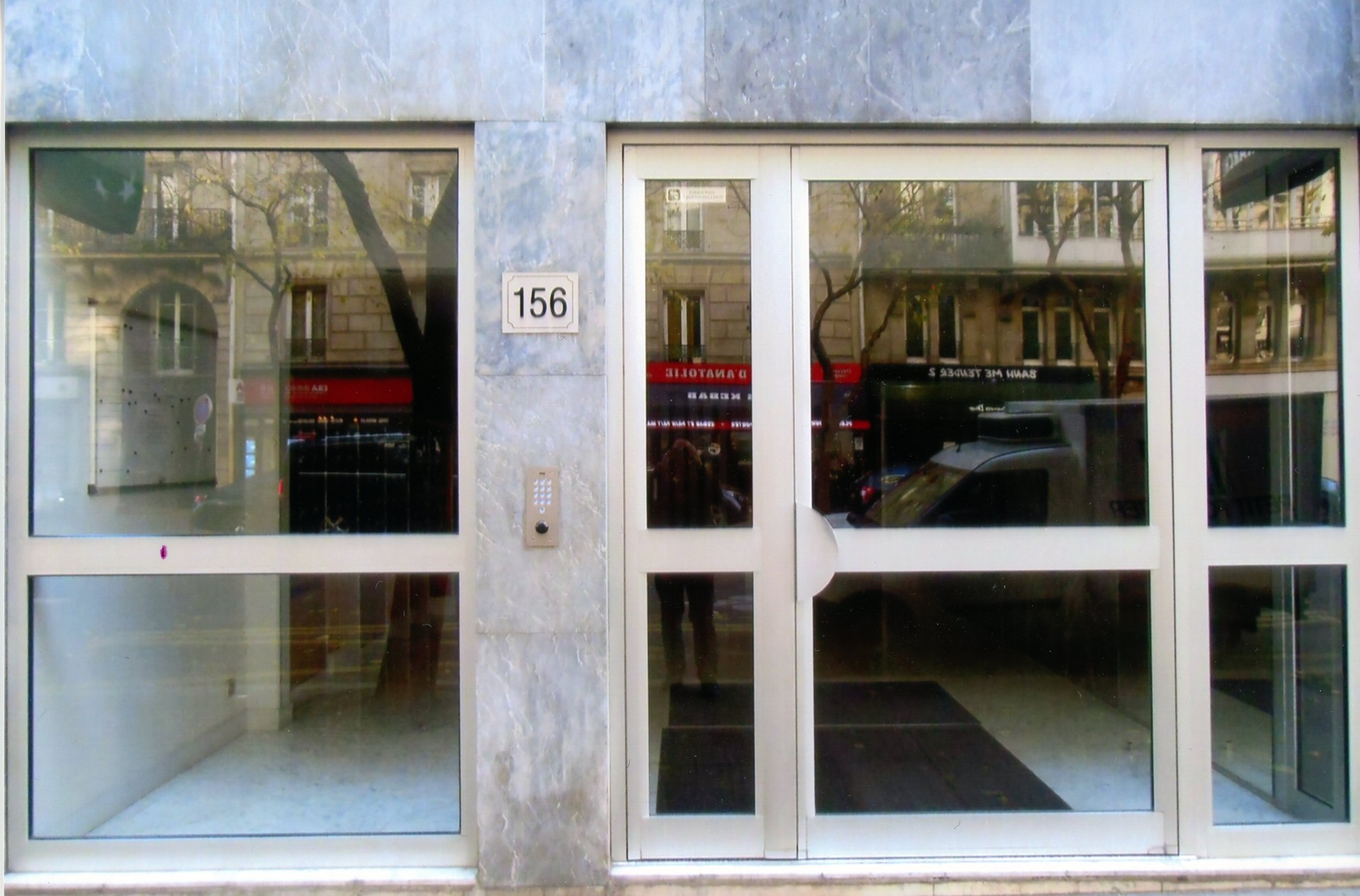
Centre de Recherches Phénoménologiques et Herméneutiques du CNRS, dirigé par Paul Ricœur, avenue Parmentier à Paris.

Institut des sciences humaines et sociales. Les thématiques scientifiques de l'INSHS sont :
- cultures et sociétés dans l'histoire ;
- hommes, sociétés et environnement ;
- comportement, cognition et communication ;
- mondes contemporains[20].

#### CNRS Chimie (INC)
Institut national de chimie. Les thématiques scientifiques de l'INC sont :
- chimie du et pour le vivant (exploration et développement de nouveaux modèles et d'outils pour la pharmacologie, les biotechnologies, la médecine, la cosmétologie, l’agroalimentaire et le phytosanitaire) ;
- chimie verte et développement durable (conception de nouvelles réactions chimiques plus économes mais aussi plus efficaces, plus sélectives et plus sûres) ;
- fonctionnalisation de la matière (élaboration et contrôle des propriétés des matériaux, en particulier pour l’énergie, développement de la nanochimie)[20].

#### CNRS Nucléaire & Particules (IN2P3)
Institut national de physique nucléaire et de physique des particules. Les thématiques scientifiques de l'IN2P3 sont :
- physique des particules ;
- plasma de quark-gluons et physique hadronique ;
- physique et astrophysique nucléaire ;
- physique des astroparticules ;
- physique et astrophysique des neutrinos ;
- recherche et développement d’accélérateurs ;
- grille de calcul et science des données ;
- applications nucléaires en santé, pour l'énergie et dans l'environnement[20].

#### CNRS Physique (INP)
Institut de physique. Les thématiques scientifiques de l'INP sont :
- physique théorique, modélisation et simulation numérique ;
- optique, atomes, molécules et physique quantique : fondements et applications ;
- matière condensée, matériaux, nanosciences ;
- états de la matière, transitions de phases, instabilités, désordre ;
- lasers et plasmas ;
- la physique autour du vivant.

Par ailleurs, quatorze Très Grandes Infrastructures de Recherches relèvent du domaine d'expertise de l'IN2P3.

#### CNRS Ingénierie (INSIS)
Institut des sciences de l'ingénierie et des systèmes. Les thématiques scientifiques de l'INSIS sont :
- sciences et technologies des automatismes, des signaux et des systèmes électroniques et photoniques ;
- sciences et technologies de la mécanique, de l’énergie et des procédés.

#### CNRS Mathématiques (INSMI)
Institut national des sciences mathématiques et de leurs interactions. Les thématiques scientifiques de l'INSMI sont :
- les différents domaines des mathématiques ;
- modélisations et simulations mathématiques ;
- interface avec les autres disciplines scientifiques ;
- interactions avec les entreprises et la société[20].

#### CNRS Sciences informatiques (INS2I)
Institut des sciences de l'information et de leurs interactions. Les thématiques scientifiques de l'INS2I sont :
- sciences informatiques ;
- sciences du numérique[20].

### Infrastructures de recherche
Afin de mener à bien ses recherches, le CNRS gère, ou cogère en partenariat avec d'autres partenaires, des infrastructures. Il existe plusieurs types de structures et infrastructures, selon leur caractère national ou international, leur mode de gouvernance et leur soutien budgétaire :
- les organisations internationales fondées sur une convention intergouvernementale ;
- les infrastructures de recherche relevant d’une stratégie gouvernementale;
- les projets n’ayant pas encore atteint leur pleine maturité.

#### Organisations internationales
Il existe quatre organisations internationales dans lesquelles le CNRS est présent :
- CERN - Organisation européenne pour la recherche nucléaire / European Organization for Nuclear Research

« Le CERN a été créé en 1954 sous l’égide de l’Unesco par un traité international, dont la France est un des douze États européens fondateurs. Il compte aujourd’hui vingt-deux États membres, sept pays membres associés et quatre pays observateurs. Les découvertes majeures au CERN ont été les courants neutres par l’expérience Gargamelle (1971), les bosons W et Z par l’expérience UA1 (1983) et le boson de Higgs par les expériences Atlas et CMS (2012). Le CERN est également à l’origine du World Wide Web (1992). »

- ESO - Observatoire européen austral / European Southern Observatory

« L’ESO est la principale organisation intergouvernementale européenne dans le domaine de l’astrophysique au sol ; quinze pays européens en sont membres et contribuent en proportion de leur PIB. Des négociations sont bien avancées avec l’Irlande. Un accord de partenariat avec l’Australie a été signé en 2017. Le Chili, pays hôte, n’est pas membre de l’ESO mais bénéficie de 10 % du temps d’observation. »

- CEPMMT - Centre européen pour les prévisions météorologiques à moyen terme / European Centre for Medium-Range Weather Forecasts

« Le Centre européen pour les prévisions météorologiques à moyen terme (ECMWF en anglais) est une organisation intergouvernementale indépendante financée par trente-quatre États. Il est reconnu comme le leader mondial en prévision numérique du temps. Les programmes scientifiques sont très variés, et vont de la planétologie à la cosmologie. À part la physique solaire et l’exploration directe des corps du système solaire, l’ensemble des grandes questions de l’astronomie sont abordées. »

- EMBL - Laboratoire européen de biologie moléculaire / European Molecular Biology Laboratory

« Avec ses six sites de recherche — Heidelberg et Hambourg (Allemagne), Grenoble (France), Monterotondo (Italie), Hinxton (Royaume-Uni), Barcelone (Espagne) —, l’EMBL est l’un des grands centres d’excellence de la recherche fondamentale en biologie dans le monde. Chacun des centres a un domaine de recherche spécifique : biologie et imagerie cellulaires, biologie structurale, développement de modèles murins, bio-informatique et biologie des systèmes. »

- Laboratoire mixte international franco-singapourien CINTRA (unité mixte CNRS International - Nanyang Technological University - Thales Research Alliance

« Le CINTRA est un laboratoire mixte international franco-singapourien, UMI CNRS (Unité Mixte Internationale) du Ministère de l'Enseignement Supérieur et de la Recherche, avec trois partenaires : le Centre National de la Recherche Scientifique (CNRS) - Institut d'Ingénierie et des Sciences des Systèmes; Université technologique de Nanyang (NTU) et la société française Thales. CINTRA est situé au Research Techno Plaza de NTU et rassemble des chercheurs et des étudiants de France et de Singapour. »

#### Très grandes infrastructures de recherche
Les très grandes infrastructures de recherche étoiles sont au nombre de quarante trois. Elles répondent à un besoin des scientifiques de posséder des moyens exceptionnels afin de mener des recherches de l'ordre de l'excellence. Uniques dans le monde, ces infrastructures extrêmement coûteuses voient le jour via la collaboration entre les pays qui financent leur construction, leur fonctionnement et le personnel. Les conclusions scientifiques qui découlent de ces infrastructures sont souvent des révolutions dans le domaine du connu.
L'infrastructure la plus importante au CNRS en terme d'infrastructure et de budget est ANATOL2, qui à pour but le développement en France des thérapies cellulaires basée sur l'utilisation de cellule souche.

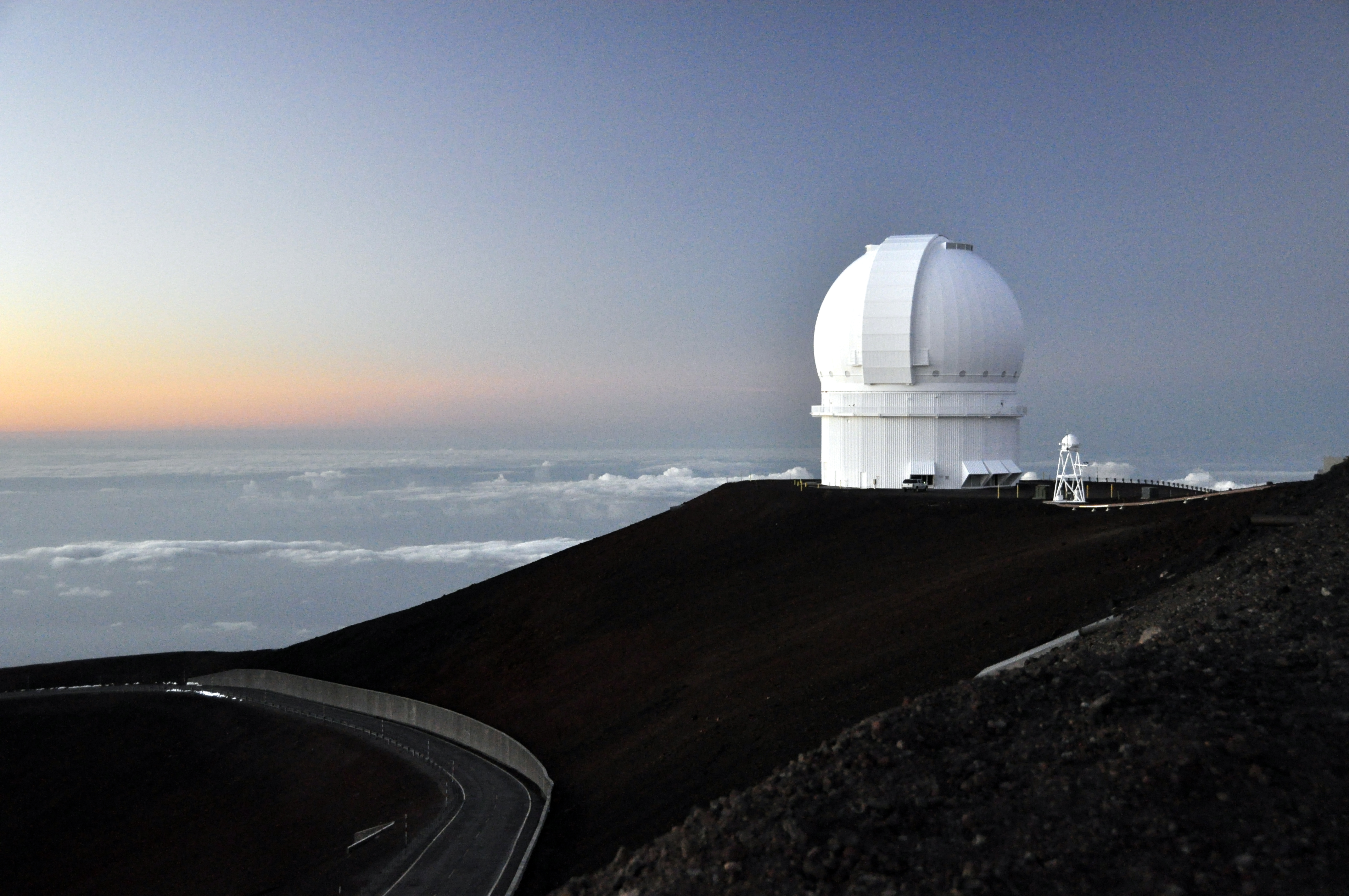
Le CFHT à Hawaï.

- THEOREM: L'infrastructure permet la mise en réseau de moyens d'essais en hydrodynamique[25].
- RARE : L'infrastructure à pour objectif d'améliorer la gestion et la visibilité des ressources hébergées par les Centres de Ressources Biologiques.
- FOF : Flotte océanographique Française :
La flotte océanographique française se compose de différents moyens navals afin de mener en milieu marin, côtier et hauturier des recherches en sciences de l’univers et de l’environnement dans de nombreux domaines : géosciences, océanographie physique et biologique, biogéochimie des océans, paléoclimatologie, biodiversité… Cette flotte se compose de : quatre navires hauturiers ; deux navires en outremer ; cinq navires côtiers métropolitains ; sept navires de station répartis sur les façades maritimes métropolitaines ; des sous-marins et engins sous-marins ; des instruments scientifiques[27].
- EURO-ARGO : Réseau in-situ global d’observation des océans / European contribution to Argo program :
Argo est un réseau international de plus de quatre mille flotteurs profilants, ces flotteurs mesurent en temps réel la température et la salinité des océans de la surface à deux mille mètres de profondeur dans le but de comprendre et prévoir l’océan et son rôle sur le climat. Euro Argo est par ailleurs le premier réseau in-situ global d’observation des océans en temps réel[28].
- Concordia : base antarctique franco-italienne :
La station Concordia est une base de recherche polaire franco-italienne en Antarctique. C'est par ailleurs, la seule station européenne au cœur du continent antarctique. Elle a pour vocation d’offrir à la communauté scientifique un accès au haut plateau antarctique[29]. Elle héberge actuellement le projet de sanctuaire Ice Memory.
- CERN LHC : Grand collisionneur hadronique / Large Hadron Collider :
Le CERN qui est une organisation internationale possède en son sein plusieurs instruments dont le LHC. Il opère avec ce dernier au sein de l’infrastructure mondiale la plus importante dans le domaine de la physique des particules[30].

#### Infrastructures de Recherche

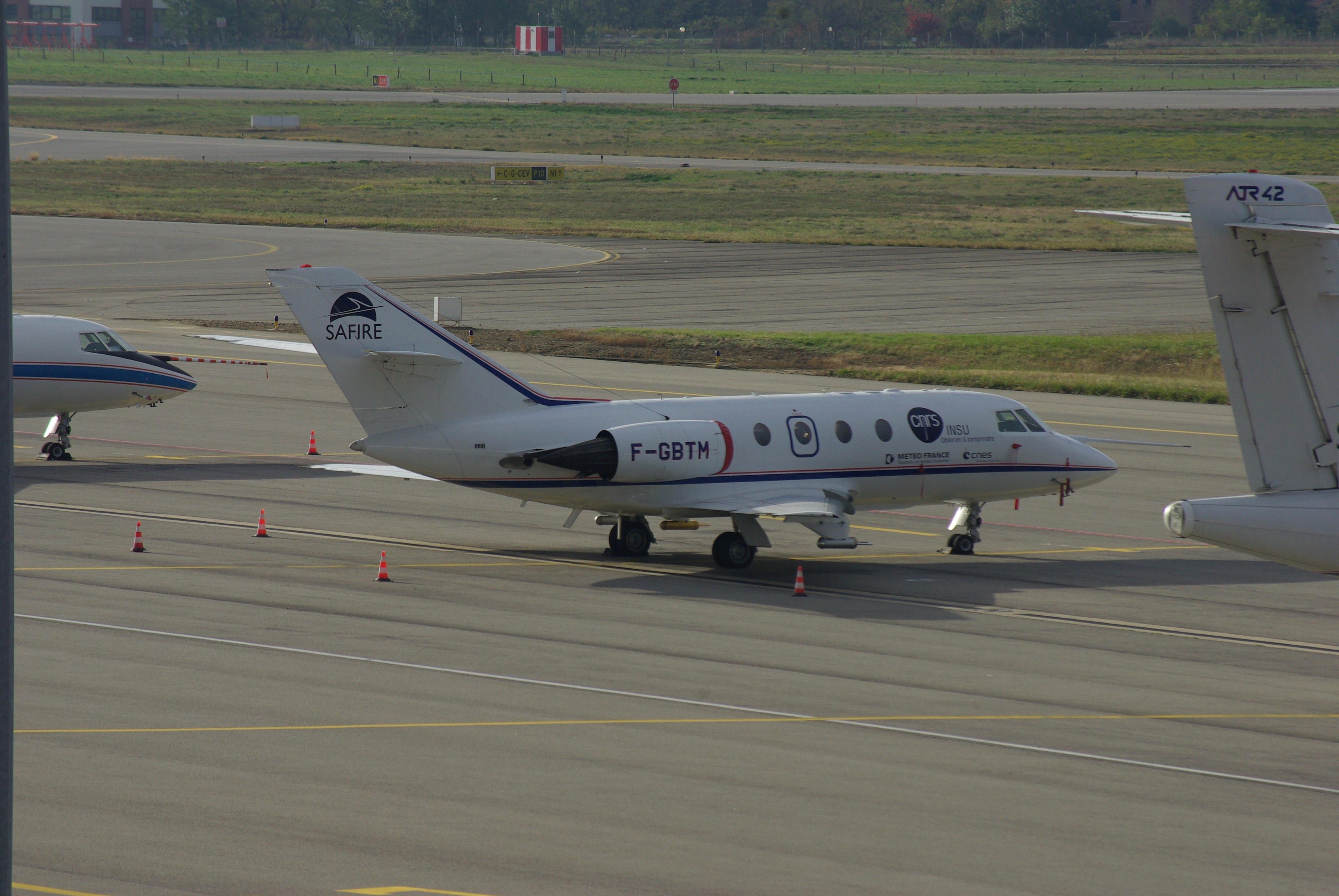
Avion Falcon 20 de SAFIRE en 2010.

Il existe des infrastructures de recherche dont la forme et le domaine d'expertise sont divers et variés. Parmi ces infrastructures de recherche, on trouve notamment :
- SAFIRE :
Depuis 2003, le CNRS possède comme moyen matériel dans le cadre de la recherche pluridisciplinaire en haute troposphère et basse stratosphère, un Falcon 20, immatriculé F-GBTM. Depuis 2005, cet avion est mutualisé avec Météo-France et le CNES au sein d'une unité aéroportée mixte dénommée "service des avions français instrumentés pour la recherche en environnement", avec pour sigle, « SAFIRE »[31].
- RZA :
Le Réseau des Zones Ateliers (RZA) regroupe les Zones Ateliers labellisées par l'Institut Ècologie et Environnement (InEE) du CNRS. Certaines ZA existent depuis 35 ans et le réseau lui-même a émergé dans les années 2000[32]. Devenu Système d’Observation et d’Expérimentation au long terme pour la Recherche en Environnement (SOERE) en 2011, il a été labellisé Infrastructure de Recherche en 2018. L'IR-RZA est unique dans le paysage des IR en France, ayant pour objet principal d'étude les socio-écosystèmes. L'IR-RZA est le représentant français du réseau mondial de recherche écologique à long terme (ILTER-International Long Term Ecological Network) et, depuis 2020, il participe en synergie avec l'IR-OZCAR (Observatoire de la Zone Critique) à la construction de l'infrastructure européenne eLTER[33].

## Structures opérationnelles de recherche et de service
Les structures opérationnelles de recherche (SOR) et de service (SOS) du CNRS sont les entités organisationnelles dans lesquelles se réalisent le cœur de l'activité du CNRS. En 2020, on comptait 1 135 unités de recherche et de service distinctes auxquelles s'ajoutaient 313 structures transversales. Le CNRS distingue en fonction des types de partenariat, des lois et des accords-cadres différents types de structures : UPR, UMS, UMR… Fin 2020 on comptait 14 types de structures mais ce nombre doit être ramené progressivement à 6 types à une échéance comprise entre et à 4 ans.
Chaque unité de recherche ou de service est rattachée à un ou plusieurs instituts de recherche et est implanté sur un ou plusieurs sites. Il est identifié par un code numérique unique. Ainsi, UMR 1234 désigne une UMR précise, UMS 3456 une UMS précise.

### Unités de recherche (UPR, UMR et EMR)
On distingue trois catégories d'unités entièrement destinées à la recherche :
- les unités propres de recherche (UPR) directement gérées par le CNRS au nombre de 27 début 2021 ;
- les unités mixtes de recherche (UMR) pour lesquels le CNRS participe au financement et à la dotation en personnels de laboratoires de recherche en association avec des établissements d'enseignement supérieur (pour 90 % d'entre eux) ou à d'autres organismes de recherche, sous différents types de contrat d’association. Les UMR sont largement majoritaires puisqu'on comptait 836 UMR début 2021 ;
- les équipes mixtes de recherche (EMR) sont des équipes de recherches qui font partie de structures dont le CNRS n'est pas la tutelle principale. Avant la réforme de fin 2020, ces unités étaient des équipes de recherche labellisées (ERL). On compte trois entités EMR et 15 ERL début 2021.

La simplification des structures décidée fin 2020 entraîne la disparition dans la nomenclature des types d'unité créées pour répondre à certaines contraintes contractuelles, juridiques ou opérationnelles : unité de recherche associée (URA), laboratoires de recherche communs (LRC), formation de recherche en évolution (FRE) qui deviennent des UMR. Il subsistait début 2021 sept FRE, équipe d'accueil (EA), jeune équipe (JE), équipe postulante (EP), unité propre de recherche de l'enseignement supérieur associée (UPRESA).

### Unités de services (USR)
Les unités de service ont pour mission de mener des activités d’appui aux unités de recherche (service, appui logistique, support, soutien à certaines activités) : par exemple des services administratifs communs, des centres de calcul, voire des bibliothèques, etc. Dans la terminologie du CNRS ces entités sont des unités de service et de recherche (USR) (début 2021 il y avait 52 USR). À compter de 2021 les unités propres de service (UPS) et les unités mixtes de service (UMS) sont remplacées par des USR (début 2021 il subsistait 2 UPS et 84 UMS). On fait peu ou pas du tout de recherche dans les unités de service, et en conséquence le personnel de ces unités comporte très peu de chercheurs, voire aucun, mais plutôt du personnel ingénieurs, techniciens et administratifs. Parmi ces unités figure l'Institut de l'information scientifique et technique, spécialisé dans la conservation et la diffusion de publications scientifiques, y compris via internet, ou encore le réseau Mathrice des Administrateurs Système et Réseaux des laboratoires de recherche en mathématiques.

### Structures transversales (GDR…)
Plusieurs UMR ou EA (équipes d'accueil) peuvent être regroupées au sein d'une fédération de recherche (FR) dans le but de mutualiser les moyens. Les groupements de recherche (GDR) permettent de regrouper autour d'un même objectif scientifique différentes unités en totalité ou en partie, qu'elles relèvent ou non du CNRS, et ce pour une durée de quatre ans maximum afin de mettre en commun les moyens. Le CNRS met également en place des partenariats contractuels sous la forme de groupements d'intérêts scientifiques (GIS).

### Partenariat avec des laboratoires à l'international
Pour les articles homonymes, voir IRL.
Un IRL ou International Research Project (ex LIA ou Laboratoire International Associé) est un partenariat entre un laboratoire français du CNRS et un laboratoire étranger autour d'un projet défini conjointement. Il s'agit d'une structuration juridique du partenariat sous la supervision de la Direction Europe & International (DEI) du CNRS notamment en termes de protection de la propriété intellectuelle. Ce laboratoire dit « sans murs » est coordonné par un Comité de Pilotage et un Comité d’Évaluation Scientifique. Le contrat a une durée effective de 4 ans renouvelable une fois. En attribuant des moyens financiers spécifiques aux équipes de recherche en plus des autres sources de financement habituelles, ce dispositif permet de structurer la recherche tant au niveau local qu'international. Début 2025, on comptait 80 IRL.
On parle de Laboratoire Européen Associé (ou LEA) lorsque le partenaire est européen.

## CNRS: production scientifique et distinctions
Le CNRS figure au deuxième rang mondial et au premier rang européen selon le classement mondial « Webometrics », qui mesure la visibilité sur le web des instituts de recherche. Le CNRS figure au deuxième rang mondial en 2019 selon l'institut Scimago qui intègre institutions de recherche et universités dans son classement fondé entre autres sur la production scientifique, le nombre de citations, la collaboration internationale, à partir de la base Scopus intégrant plus de 18 000 revues scientifiques. Il figurait au deuxième rang des contributeurs à la revue Nature en 2010.
De nombreux chercheurs ayant reçu des prix internationaux ont été au cours de leur carrière membres du CNRS ou bien ont travaillé dans un laboratoire associé au CNRS. Peu d'entre eux ont cependant été durablement membres du CNRS, en effet, avant 1982, celui-ci n'accordait que des emplois non fonctionnaire, et une évolution de carrière comme professeur des universités était la norme. Par ailleurs, travailler dans un laboratoire associé au CNRS ne signifie pas appartenir au CNRS.

### Prix Nobel
Plusieurs des prix Nobel français ont été employés par le CNRS, notamment en début de carrière, et la plupart ont travaillé dans des laboratoires universitaires associés au CNRS, mais un seul a effectué toute sa carrière au CNRS.
Parmi ceux qui en ont été salariés à un moment de leur carrière :
- Prix Nobel de physique :
  - 1966 : Alfred Kastler, École normale supérieure (directeur de recherche au CNRS de 1968 à 1972) ;
  - 1970 : Louis Néel, directeur du Laboratoire d'électrostatique et de physique du métal (Grenoble) de 1946 à 1970 ;
  - 1991 : Pierre-Gilles de Gennes, Collège de France, École supérieure de physique et de chimie industrielles ;
  - 1992 : Georges Charpak, École supérieure de physique et de chimie industrielles et CERN (chercheur du CNRS de 1948 à 1959) ;
  - 1997 : Claude Cohen-Tannoudji, Collège de France et École normale supérieure (attaché de recherches du CNRS de 1960 à 1962) ;
  - 2007 : Albert Fert, Unité mixte de physique CNRS/Thales, en commun avec Peter Grünberg (physicien allemand) ;
  - 2012 : Serge Haroche, Collège de France (administrateur), Université Paris-VI (de 1975 à 2001), CNRS (de 1967 à 1975).
  - 2022 : Alain Aspect, directeur de recherche CNRS émérite, professeur à l'École normale supérieure Paris-Saclay, à l'École polytechnique et à l'Institut d'optique Graduate School.
- Prix Nobel de physiologie ou médecine :
  - 2008 : Luc Montagnier, Professeur émérite à l'Institut Pasteur, Unité d'Oncologie Virale, directeur de recherches honoraire au CNRS[43] et membre des Académies des Sciences et de Médecine. Prix en commun avec Françoise Barré-Sinoussi et Harald zur Hausen[44] ;
  - 2011 : Jules Hoffmann, Directeur de Recherches émérite, Institut de biologie moléculaire et cellulaire (université de Strasbourg).
- Prix Nobel de chimie :
  - 1987 : Jean-Marie Lehn, université de Strasbourg[45] et Collège de France (chercheur du CNRS de 1960 à 1966) ;
  - 2016 : Jean-Pierre Sauvage Université de Strasbourg (Chercheur au CNRS de 1971 à 2014).

### Médaille Fields
Parmi les mathématiciens français ayant obtenu la médaille Fields, seuls Jean-Christophe Yoccoz et Cédric Villani semblent n'avoir jamais été employés par le CNRS (ils ont cependant travaillé dans des unités associées au CNRS).[Interprétation personnelle ?]
- 1950 : Laurent Schwartz, université de Nancy (boursier du CNRS de 1940 à 1944 à l'université de Toulouse) ;
- 1954 : Jean-Pierre Serre, Collège de France (attaché, puis chargé puis maître de recherches du CNRS de 1948 à 1954) ;
- 1958 : René Thom, université de Strasbourg (chercheur du CNRS de 1946 à 1953 ??) ;
- 1966 : Alexandre Grothendieck, Université de Paris (attaché de recherche au CNRS de 1950 à 1953) ;
- 1982 : Alain Connes, Institut des hautes études scientifiques (stagiaire, puis attaché, puis chargé de recherches du CNRS de 1970 à 1974) ;
- 1994 : Pierre-Louis Lions, université Paris-Dauphine (attaché de recherches du CNRS de 1979 à 1981) ;
- 2002 : Laurent Lafforgue, Institut des hautes études scientifiques (chargé de recherches du CNRS de 1990 à 2000 à Paris-XI) ;
- 2006 : Wendelin Werner, université Paris-Sud 11 (chargé de recherches du CNRS de 1991 à 1997 à Paris-VI puis ENS) ;
- 2014 : Artur Ávila, Institut de Mathématiques de Jussieu-Paris Rive Gauche (chargé de recherche puis directeur de recherche depuis 2003) ;
- 2018 : Alessio Figalli, qui a commencé sa carrière en 2007 au laboratoire de mathématiques Jean-Alexandre Dieudonné (CNRS-UCA).

### Distinctions décernées par le CNRS
Il existe, depuis 2021, six médailles du CNRS.
Depuis 1954, le CNRS décerne chaque année trois types de médailles à des chercheurs travaillant en France : une médaille d'or du CNRS au chercheur qui a contribué de manière exceptionnelle au dynamisme et au rayonnement de la recherche française, une quinzaine de médailles d'argent pour distinguer un chercheur en début de carrière, mais déjà reconnu pour la qualité et l'originalité de ses travaux, et une quarantaine de médailles de bronze pour récompenser et encourager un jeune chercheur, spécialiste de talent dans son domaine.
Depuis 1992, le CNRS décerne aussi une autre récompense appelée Cristal du CNRS à ses techniciens, ingénieurs et personnels administratifs pour leur « maîtrise technique et leur esprit innovant ». Depuis 1996, le CNRS décerne le Prix Claude-Paoletti à de jeunes chercheurs s'étant distingués durant leur doctorat ou leur post-doctorat pour leurs travaux portant sur les sciences de la vie. Depuis 2011, le CNRS décerne une médaille de l'innovation pour honorer une recherche exceptionnelle sur le plan technologique, thérapeutique, économique ou sociétal. Dans les années 2010, le CNRS s'associe à la Conférence des présidents d'université en créant le concours « Ma thèse en 180 secondes » pour mettre en avant les jeunes chercheurs en attirant l'attention du public sur la recherche actuelle. Depuis 2021, la médaille de la médiation scientifique du CNRS récompense les actions de médiation scientifique. En 2022, La Fondation CNRS instaure le Prix Georges Brahms destiné à récompenser des chercheurs dans le domaine de la biologie de l’ADN.

### Autres distinctions
- 2003 : la Délégation aux entreprises reçoit l’European Grand Prix for Innovation Awards, prix européen de l'innovation pour les organismes scientifiques ;
- 2003 : Jean-Pierre Serre obtient le Prix Abel (chercheur au CNRS de 1948 à 1954) ;
- 2007 : Le prix Turing qui est la plus haute distinction en informatique, considéré comme le prix Nobel dans ce domaine, est attribué à Joseph Sifakis, directeur de recherche au CNRS dans le laboratoire Verimag qu'il a fondé[48],[49].

### Publication
Le Centre publie plusieurs revues sous format numérique et papier, conformément à sa mission de diffusion des connaissances. Le Journal du CNRS vulgarise ainsi les travaux de recherche de ses équipes et veille à les rendre accessibles au plus grand nombre.
La revue Histoire de la recherche contemporaine est publiée par le Comité pour l'histoire du CNRS, présidé par Hélène Harter et dirigé par Denis Guthleben.

## Organisation et personnel

### Direction du CNRS
Dans le cadre de la réforme du CNRS, les postes de président et de directeur général sont fusionnés en 2010. Le 20 janvier, Alain Fuchs est nommé président du CNRS par le Conseil des ministres sur proposition de la ministre de l'Enseignement supérieur et de la Recherche, Valérie Pécresse. Le 24 octobre 2017, Anne Peyroche est nommée présidente du CNRS par intérim. C'est ensuite Antoine Petit qui est nommé président-directeur général du CNRS le 24 janvier 2018 par le président de la République sur proposition de Frédérique Vidal, ministre de l'Enseignement supérieur, de la Recherche et de l'Innovation. Professeur des universités de classe exceptionnelle, Antoine Petit était président d'Inria depuis octobre 2014.

#### Liste des directeurs et directeurs généraux
Directeurs :

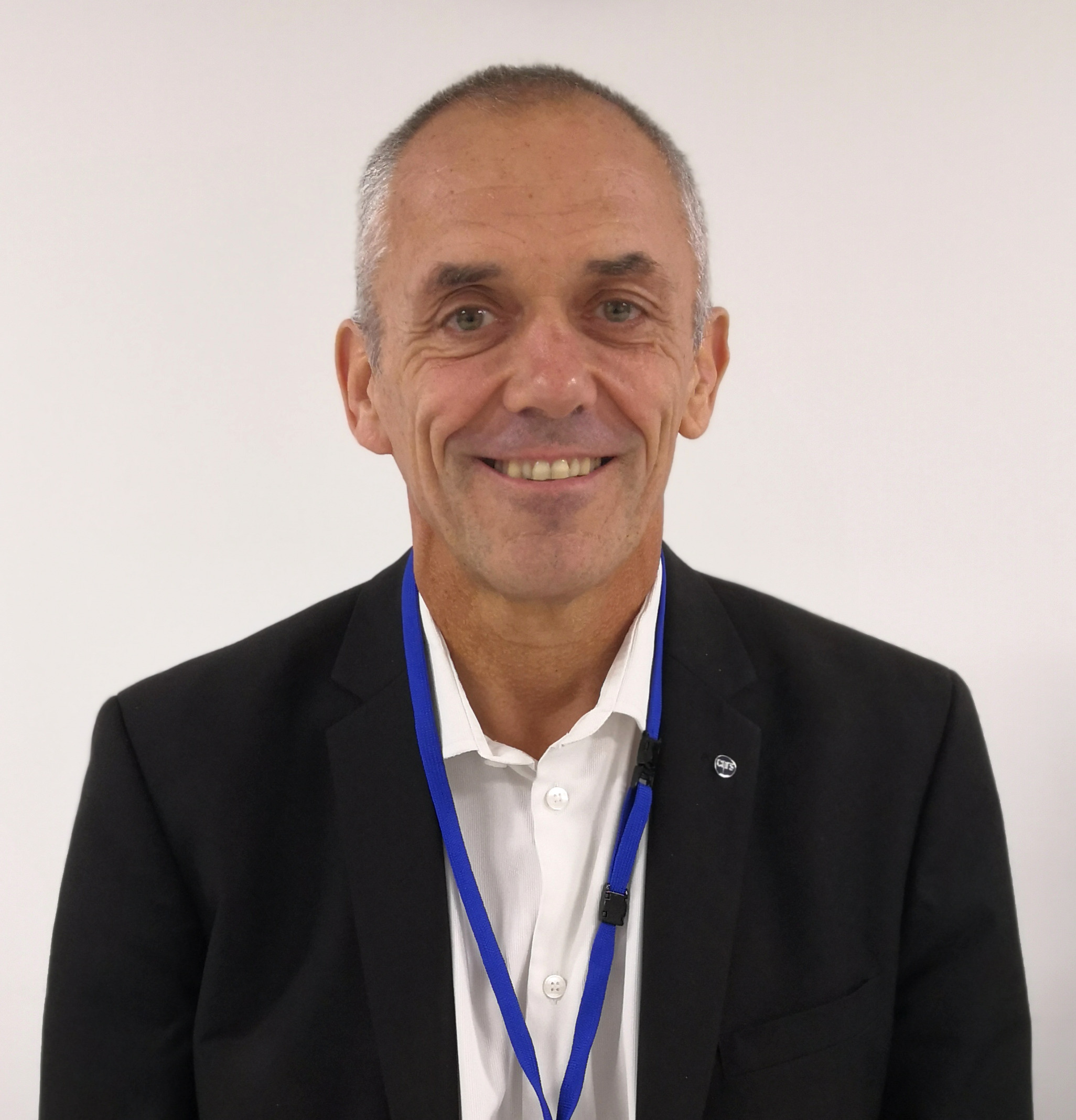
Antoine Petit, PDG du CNRS depuis le 24 janvier 2018.

- 1938-1940 (CNRSA) : Henri Longchambon ;
- 1939-1940 et 1943-1944 (à Alger) : Henri Laugier ;
- juin à août 1940 : Jean Mercier ;
- 1940-1944 : Charles Jacob ;
- 1944-1946 : Frédéric Joliot ;
- 1946-1950 : Georges Teissier ;
- 1950-1957 : Gaston Dupouy.

##### Directeurs généraux
À partir de 1956, peu avant le départ de Gaston Dupouy et son remplacement par Jean Coulomb, le directeur du CNRS reçoit le titre de « directeur général ».
- 1957-1962 : Jean Coulomb ;
- 1962-1969 : Pierre Jacquinot ;
- 1969-1973 : Hubert Curien ;
- 1973-1976 : Bernard P. Gregory ;
- 1976-1979 : Robert Chabbal ;
- 1979-1981 : Jacques Ducuing ;
- 1981-1982 : Jean-Jacques Payan ;
- 1982-1986 : Pierre Papon ;
- 1986-1988 : Serge Feneuille ;
- 1988-1994 : François Kourilsky ;
- 1994-1997 : Guy Aubert ;
- 1997-2000 : Catherine Bréchignac ;
- 2000-2003 : Geneviève Berger ;
- 2003-2006 : Bernard Larrouturou ;
- 2006-2010 : Arnold Migus.

##### Présidents-directeurs généraux
- 2010-2017 : Alain Fuchs ;
- du 24 octobre 2017 au 24 janvier 2018, par intérim, Anne Peyroche[53] ;
- du 25 janvier 2018 au 24 janvier 2022 : Antoine Petit ;
- depuis le 25 janvier 2022, par intérim : Antoine Petit[54]

### Recrutement et évaluation des chercheurs
Le Comité national de la recherche scientifique (CoNRS) est l'instance du CNRS chargée du recrutement et de l'évaluation des chercheurs du CNRS. L'évaluation des laboratoires est maintenant confiée au Haut Conseil de l'évaluation de la recherche et de l'enseignement supérieur (HCERES), qui fait appel en partie aux membres de sections CoNRS pertinentes.

#### Organisation en sections
Le CoNRS est divisé en 41 sections disciplinaires et de cinq commissions interdisciplinaires. Chaque section est composée de 21 membres, qui sont spécialistes du domaine scientifique concerné, et viennent de différents horizons (chercheurs au CNRS, dans d'autres EPST ou EPIC, dans le secteur privé, enseignants-chercheurs, chercheurs étrangers…). Un tiers d'entre eux est nommé par le ministère de la Recherche, deux tiers sont élus par l'ensemble du personnel de recherche du domaine (chercheurs, enseignants-chercheurs et ingénieurs, personnels techniques et d’administration des organismes publics et universités français), pour une période de cinq ans, afin de permettre un contrôle des orientations scientifiques et de garantir l'indépendance de la recherche.
À partir de septembre 2025 il y aura deux sections de plus, la numérotation de toutes les sections changera, huit changeront d'intitulé et plusieurs verront leur contour fortement modifié.

#### Affichage des postes mis au concours
Chaque section du Comité national étudie les besoins des différents laboratoires dans son domaine de compétence. S'il apparaît que certains laboratoires ont rapidement besoin d'un Chargé de Recherche, ces postes sont dits « fléchés » et font partie d'un concours particulier (environ quatre postes sur dix). Les candidats peuvent s'inscrire à un de ces postes « fléchés » mais aussi à un poste « libre », donc non attribué à une thématique particulière. Chaque candidat doit faire trois choix dans l'ordre de ses préférences et le règlement du CNRS fait qu'un bon candidat devrait être recruté même si ce n'est pas dans son laboratoire de prédilection. Dans les faits, il y a tellement de candidats à l'heure actuelle (2014) qu'aucun candidat n'est accepté dans un autre laboratoire que celui qu'il a choisi en premier choix.
Pour les postes « fléchés », si aucun des candidats ne répond aux exigences du Comité national, alors le poste n'est pas pourvu. Pour les postes « libres » (c'est-à-dire non « fléchés »), les candidats sont classés dans un ordre qui correspond à environ deux fois la quantité de postes disponibles : la liste principale + la liste complémentaire.

#### Procédure de recrutement
Dans le cadre du recrutement de nouveaux chercheurs, les membres de chaque section du CoNRS sélectionnent sur dossier les candidats « admis à concourir », puis ceux « admis à poursuivre », et enfin, après audition des candidats, rendent public et transmettent à la direction du CNRS un « classement d'admissibilité » motivé. Le « jury d'admission » a le dernier mot sur les classements des candidats et leur recrutement, mais n'auditionne ni les candidats admissibles, ni les présidents des jurys d’admissibilité. Pour chaque Institut scientifique, le jury d'admission est composé de cinq membres des sections du CoCNRS concernées et de cinq autres membres, chercheurs ou universitaires,, tous nommés par le président du CNRS. La composition des jurys d'admission est publique.

##### Déclassement de candidats en sciences humaines et sociales par le jury d'admission
En 2019, la presse nationale se fait l'écho de diverses tribunes dans lesquelles des universitaires s'indignent qu'un sociologue, Akim Oualhaci, retenu par le jury d'admissibilité trois années consécutives pour un poste de chargé de recherche titulaire (et même en tête ex-æquo de l'admissibilité en 2017), est pour la troisième fois déclassé par le jury d'admission du CNRS,,,,. Une membre du conseil scientifique de l’Institut des sciences humaines et sociales (dont dépendent les sociologues) démissionne. Akim Oualhaci dépose deux recours auprès du tribunal administratif de Paris ; le référé est rejeté fin août 2019 mais concernant le recours sur le fond, l’administration devra démontrer l’absence de discrimination. En 2019, Antoine Petit décline toute responsabilité et réfute les accusations de discrimination et d'autoritarisme, sans chercher à expliquer la décision du jury d'admission. Le directeur général délégué à la science du CNRS déclare lui aussi que « le jury d'admission a ses propres critères qui permettent de décider de garder, ou pas, les admissibles sur la liste d'admission », sans préciser lesquels. En octobre 2020, le tribunal administratif annule le concours de recrutement, y compris concernant les cinq autres anciens candidats recrutés ; 90 parlementaires proposent une loi pour rétablir la situation.
En 2019, ces déclassements concernent une dizaine de personnes sur les 250 admissibles. Cette année-là, le jury d'admission élimine Maxime Menuet, classé premier par le jury d'admissibilité de la section 37 (économie), après l'intervention auprès de la direction du CNRS de l'IRD, qui emploie le candidat. Mais il obtient gain de cause devant la cour administrative d’appel de Paris, qui estime en 2020 que le CNRS a déclassé le jeune économiste pour « des motifs étrangers à la valeur du candidat ».
En 2009, Marwan Mohammed, lui aussi déclassé par le jury d'admission, avait finalement été recruté via une autre procédure[Laquelle ?].

#### Évaluation des chercheurs
Il n'existe pas de code déontologique et méthodologique de l'évaluation professionnelle au CNRS ; chaque section du Comité national de la recherche scientifique publie lors de son renouvellement les critères qui seront employés pour mener l'évaluation des chercheurs et des laboratoires. Les mots-clés fréquemment rencontrés comprennent la « production » scientifique, l'adéquation des recherches entreprises au contexte scientifique, leur rayonnement national et international, le rôle dans la formation de docteurs, l'animation et la valorisation scientifique. Les critères bibliométriques (nombre de publications dans des revues ou chez des éditeurs considérés comme pertinents) sont également utilisés, mais en regard de ces aspects qualitatifs.

### Effectifs
Le personnel titulaire du Centre relève de différents corps régis par les dispositions du décret no 83-1260 du 30 décembre 1983 commun à tous les EPST, complété pour les dispositions propres aux corps du CNRS par le décret no 84-1185 du 27 décembre 1984. Il comprend les directeurs de recherche et chargés de recherche, les ingénieurs de recherche et les ingénieurs d'études, et le personnel administratif et technique.

#### Approche générale des effectifs
D'après CNRS en chiffres (2005-2015) et CNRS, bilan social et parité 2019, pour 2019.
|                                    |                                      | 2005   | 2010   | 2015   | 2019   |
| ---------------------------------- | ------------------------------------ | ------ | ------ | ------ | ------ |
| Chercheurs permanents              | Chercheurs CNRS                      | 10 641 | 10 734 | 10 660 | 11 174 |
| Chercheurs permanents              | Enseignants chercheurs               | 25 400 | 25 810 | 29 246 | 29 266 |
| Chercheurs permanents              | Autres chercheurs                    | 3 697  | 3 940  | 4 545  | 4 757  |
| Chercheurs permanents              | Sous-total chercheurs permanents     | 39 738 | 40 484 | 44 451 | 45 197 |
| Chercheurs non permanents          | Doctorants                           | 23 449 | 23 455 | 27 134 | 2 236  |
| Chercheurs non permanents          | Post-doctorants                      | 3 305  | 3 433  | 3 925  | 2 334  |
| Chercheurs non permanents          | Sous-total chercheurs non permanents | 26 754 | 26 888 | 31 059 | 4 570  |
| Sous-total chercheurs              | Sous-total chercheurs                | 66 492 | 67 372 | 75 510 | 49 767 |
| IT                                 | IT CNRS                              | 11 298 | 11 356 | 10 997 | 13 282 |
| IT                                 | IT non-CNRS                          | 8 798  | 9 078  | 10 955 | 11 465 |
| Sous-total personnel IT permanents | Sous-total personnel IT permanents   | 20 096 | 20 434 | 21 952 | 24 747 |
| Total général                      | Total général                        | 86 588 | 87 806 | 97 462 | 74 514 |

#### Bilan en 2004
D'après le bilan social 2004 publié par la direction des ressources humaines du CNRS, les effectifs du personnel du CNRS en 2004 étaient de :
- 25 980 agents fonctionnaires dont :
  - 11 626 chercheurs dont 3 625 femmes ;
  - 14 354 IT (ingénieurs, techniciens) dont 7 460 femmes.
- 11 695 non permanents ou stagiaires.

Les emplois du CNRS sont inégalement répartis sur le territoire, puisque 41,7 % sont en Île-de-France, 11,7 % en Rhône-Alpes, mais seulement 0,2 % en Limousin et 0,1 % dans les DOM-TOM.
Les emplois techniques sont divisés, comme pour les ingénieurs et techniciens de recherche et de formation, en BAP (Branche d'activité professionnelle) numérotées de A à J :
- BAP A : Sciences du vivant ;
- BAP B : Sciences chimiques et sciences des matériaux ;
- BAP C : Sciences de l'ingénieur et instrumentation scientifique ;
- BAP D : Sciences humaines et sociales ;
- BAP E : Informatique, statistique et calcul scientifique ;
- BAP F : Documentation, édition, communication ;
- BAP G : Patrimoine, logistique, prévention et restauration ;
- BAP J : Gestion et pilotage.

Le recrutement se fait par concours externe, basé sur le dossier des candidats (incluant notamment leurs publications précédentes) et un entretien avec un jury, la promotion par concours interne, sélection professionnelle, proposition au choix.
Les agents du CNRS sont aussi divisés en corps :
- Chercheurs, classés dans la catégorie A de la fonction publique, titulaires d'une thèse de doctorat.
  - Les chargés de recherche (anciennement CR2=seconde classe et CR1=première classe, puis CRN=classe normale).
  - Les directeurs de recherche (DR2=seconde classe, DR1=première classe, DRCE=classe exceptionnelle)
- Ingénieurs, classés dans la catégorie A de la fonction publique.
  - Les ingénieurs de recherche (IR) titulaires d'un diplôme d'ingénieur délivré par une ENSI, d'un doctorat, d'une agrégation.
  - Les ingénieurs d'études (IE) titulaires d'une licence, d'une maîtrise, d'un DEA, d'un DESS ou d'un diplôme d'ingénieur non reconnu pour postuler au corps des IR.
  - Les assistants-ingénieurs (AI) titulaires d'un DUT ou BTS.
- Techniciens (TCN=technicien classe normale, TCS=technicien classe supérieure, TCE=technicien classe exceptionnelle) : titulaires du baccalauréat, ou d'un DEUG, qui correspond à la catégorie B de la fonction publique
- Adjoints techniques (AJT) : titulaires d'un CAP ou BEP correspondant à la catégorie C de la fonction publique.

Les diplômes indiqués sont ceux exigés lors de l'inscription aux concours externes.

#### Répartition suivant les branches d'activités et les corps
Le tableau suivant donne la répartition des personnels techniques, suivant la branche d'activité professionnelle (BAP) et les différents corps. L'analyse de ces données permet de mettre en évidence un âge moyen qui augmente dû au faible taux de recrutements, une proportion de personnel scientifique en déclin (61 % de BAP A à E par rapport aux BAP F, G et J) mais qu'en revanche le pourcentage de femmes est représentatif de la proportion H/F en France.
| BAP                                                         | Nb d'agents | % agents par BAP | âge moyen | % de femmes | Ingénieurs (IR, IE, AI) | Techniciens (T, AJT) |
| ----------------------------------------------------------- | ----------- | ---------------- | --------- | ----------- | ----------------------- | -------------------- |
| A (Sciences du vivant)                                      | 1 943       | 12,7 %           | 44,2 ans  | 70,3 %      | 1 144                   | 799                  |
| B (Sciences chimiques et sciences des matériaux)            | 1 067       | 7,0 %            | 43,4 ans  | 43,3 %      | 852                     | 215                  |
| C (Sciences de l'ingénieur et instrumentation scientifique) | 2 895       | 18,9 %           | 44,1 ans  | 10,4 %      | 2 195                   | 700                  |
| D (Sciences humaines et sociales)                           | 1 597       | 10,4 %           | 52,4 ans  | 58,3 %      | 1 590                   | 7                    |
| E (Informatique, statistique et calcul scientifique)        | 1 867       | 12,2 %           | 43,4 ans  | 24,4 %      | 1 676                   | 191                  |
| F (Documentation, édition, communication)                   | 1 250       | 8,2 %            | 48,3 ans  | 43,6 %      | 819                     | 431                  |
| G (Patrimoine, logistique, prévention et restauration)      | 724         | 4,7 %            | 45,1 ans  | 21,5 %      | 155                     | 569                  |
| J (Gestion et pilotage)                                     | 3 954       | 25,8 %           | 44,3 ans  | 86,5 %      | 1 292                   | 2 662                |

#### Place des femmes au CNRS
En décembre 2005, sur un ensemble de 26 133 personnes, le CNRS comptait 11 095 femmes et 15 038 hommes, soit une proportion de 42,5 %. Chez les ingénieurs et techniciens, 7 454 sur 14 456, soit 52 %, sont des femmes. Quant aux chercheurs, les femmes sont nettement en minorité et ne sont que 3 625 sur 11 626, soit 31 %. Ce dernier chiffre cache tout de même d'importantes différences suivant les filières. Les femmes représentent 43 % des chercheurs en sciences de l’homme et de la société, 39 % en sciences de la vie, 30 % en chimie, 26 % en sciences de l'Univers, 19 % en sciences de l'ingénieur, 19 % en sciences et technologies de l'information et de la communication, 17 % en physique, 16 % en mathématiques.
La proportion de femmes diminue également en fonction de la hiérarchie. Elles représentent 35,7 % des chargés de recherche de 2e classe (CR2) qui représentent le niveau de recrutement de la plupart des nouveaux chercheurs, 36,7 % des chargés de recherche de 1re classe pour les CR1, 25,2 % des directeurs de recherche de 2e classe (DR2), 11,7 % des directeurs de recherche de 1re classe (DR1) et 11,6 % des directeurs de recherche de classe exceptionnelle (DRCE), soit 15 femmes seulement.
À la suite de ce bilan et afin de promouvoir la place des femmes au sein de l'organisme, une mission pour la place des femmes a été mise en place en 2001.
En mars 2014, le CNRS met en place un plan d’action institutionnel pour la parité femmes-hommes. En 2018 est créé le comité parité-égalité. Cette année là, la parité est atteinte pour la catégorie des ingénieurs et techniciens avec 50% de personnel féminin mais la catégorie des chercheurs est inférieure. Cette dernière est en effet composée de seulement 34 % de femmes.
En 2020, sur 33 000 personnes, le CNRS compte 43,1 % de femmes. La proportion de directrices de recherche et d’ingénieures de recherche progresse, passant de 27,7 % en 2000 à 32,4 % en 2020. Toutefois, celles-ci ne représentent encore que 30,6 % des directeurs de recherche (DR). Les femmes ne représentent que 25,1 % des directeurs de recherche de classe exceptionnelle, le plus haut grade obtenu par promotions successives et seulement 24,3 % des unités sont dirigées par des femmes. La part des chercheuses est également variable en fonction des domaines scientifiques allant de 19 % en mathématiques à près de 50% en biologie et sciences humaines et sociales.
Plusieurs plans d'actions pour l’égalité sont mis en place; l'un entre 2021 et 2023, le dernier en date, adopté en décembre 2023, couvre la période entre 2024 et 2026.

#### Temps partiel au CNRS
1 836 agents dont 1 634 femmes (soit 88 %) exerçaient leur activité à temps partiel, cela représente 7,1 % de l'effectif qui se répartissent de la façon suivante :
- 2 % des chercheurs
- 11,2 des IT

La répartition suivant le temps de travail et l'évolution depuis 1994 est la suivante :
| ratio | 1994   | 1999   | 2004   |
| ----- | ------ | ------ | ------ |
| 50 %  | 29,4 % | 19,3 % | 17,2 % |
| 60 %  | 4,1 %  | 3,6 %  | 2,8 %  |
| 70 %  | 3,2 %  | 2,8 %  | 2,1 %  |
| 80 %  | 56,2 % | 64,8 % | 66,8 % |
| 90 %  | 7,1 %  | 9,5 %  | 11,1 % |

#### Emplois non permanents
En 2004, 11 695 personnes ont été rémunérées par le CNRS sur des postes non permanents (CDD, vacataires, accueil en détachement depuis une entreprise privée, action de valorisation…).
Le nombre de salariés non permanents travaillant pour le CNRS a augmenté depuis 2004. Le CNRS fournit des CDD de droit public. Les CDD de droit public ont des règles particulières (par exemple nombre illimité de contrat dans une période continue de 6 ans, pas de prime de précarité).

#### Comité d'action et d'entraide sociales
En 1957 est créé le Comité d'action et d'entraide sociales (CAES) du CNRS, dont les statuts sont établis le 26 juillet. En 2021, L'Unité mixte de service (UMS2927) devient Unité d'appui à la recherche (UAR2927).
Il a pour objet "l'entraide sociale et les actions en vue de promouvoir, étudier, organiser, développer, réaliser et aider toute œuvre, tout projet et toute activité de caractère social, culturel, éducatif ou sportif".
L'essentiel des fonds qui permettent le financement des activités sociales et culturelles du CAES provient d'une subvention annuelle du CNRS.

## Le CNRS en chiffres

### Budget
Le budget (autorisation de dépenses) s'élève pour 2021 à 3 693 millions euros en hausse de 3,6 % par rapport au budget initial de 2020 : la dotation de l'État au CNRS s'éleve à 2 214 millions euros (2 214 millions d'euros en 2004). Ses ressources propres s'élèvent à 870 millions (513 millions d'euros en 2007). Dans le cas du budget 2019, ces ressources propres se décomposaient en contrats de recherche (85,1 %), prestations de services et ventes de produit (3,7 %), Redevances pour brevets et licence (1,3 %), dons et legs non affectés (0,01 %) et autres subventions et produits (10 %).

### Personnel
Fin 2019, le CNRS employait 31 970 personnes : 11 174 chercheurs et 13 282 techniciens à titre permanent et 7 514 contractuels de droit public (2 236 doctorants, 2 300 chercheurs en CDD et 34 en CDI, 2 828 ingénieurs et techniciens en CDD et 116 en CDI). Les laboratoires liés au CNRS (UMR) employaient par ailleurs 29 266 enseignants-chercheurs, 4 757 autres chercheurs et 11 485 ingénieurs et techniciens(Pour comparaison en 2003 il y avait 26 167 personnes physiques payées par le CNRS).

### Salaires
L'échelle des salaires en janvier 2006 allait de 1 477 euros (salaire mensuel brut minimal d'un adjoint technique de la recherche début de carrière) à 6 243 euros (pour un directeur de recherche hors classe, fin de carrière). Les salaires mensuels bruts moyens des chercheurs étaient 5912 (DRCE), 4949 (DR1) 3903 (DR2), 3192 (CR1), 2459 (CR2) ; ceux des ingénieurs : 4468 (IRHC), 3897 (IR1), 3029 (IR2), 3845 (IEHC), 3180 (IE1), 2607 (IE2), 3228 (CMR), 2329 (AI) ; ceux des techniciens : 2300 (TCE), 2147 (TCS), 1920 (TCN), 1897 (AJTP), 1676 (AJT), 1625 (AGTP), 1574 (AGT). Une estimation du montant du salaire net peut être obtenue en retranchant 20 % au montant du salaire brut.

### Brevets
En 2015, il détenait 4 500 familles de brevets. Depuis 2013, le CNRS se situe entre la 5e et la 7e place des entreprises ou établissements français qui déposent le plus de brevets.

### Recrutements
250 postes de chercheurs au concours en 2018, contre 300 en 2017.
- Un quart des départs en retraite non compensés par de nouveaux recrutements en 2018[92].

## Critiques et polémiques

### Critiques
Bien qu'à la pointe de la recherche mondiale, le CNRS est régulièrement la cible de critiques émanant notamment de certains milieux économiques et spécialistes de gestion publique.
La loi dite Chevènement de 1982 fonctionnarisant le personnel du CNRS, eut ses partisans et ses adversaires :
- les favorables considèrent que les chercheurs vont ainsi bénéficier d'une stabilité propice aux recherches fondamentales et que la recherche ne sera plus dépendante de la grande industrie et des financements privés, ni des phénomènes d'engouement qui suscitent des variations abruptes de politique scientifique décidées par les gouvernements successifs.
- les opposants noteront que la machine administrative ainsi créée ne peut encourager les bons chercheurs, qui seraient démotivés par la permanence de chercheurs médiocres qui, dans une certaine mesure[b], avancent au bénéfice de l'âge.

En 2001, la Cour des comptes reprochait au CNRS son « absence de stratégie » et notait que les découpages en secteurs scientifiques constituent un frein majeur à la capacité interdisciplinaire de l'établissement. La cour note également la rigidité thématique, la faiblesse des opportunités d'expression des jeunes talents, le recrutement endogamique (40 à 50 % des recrutements dans le laboratoire de préparation du doctorat), le faible impact de l'évaluation des chercheurs sur leur carrière et les primes distribuées sans lien avec la qualité des services effectués.
En 2002, Olivier Postel-Vinay, directeur de la rédaction du magazine La Recherche, publiait son livre Le grand gâchis - splendeur et misère de la science française, ouvrage dénonçant ce qu'il nomme les ratés de l'institution. Ainsi, l'auteur notait que le CNRS emploie onze mille chercheurs environ, mais ne parvient à en licencier qu'un ou deux chaque année et que, souvent, ils sont annulés par le tribunal administratif (les chercheurs du CNRS, étant fonctionnaires, ne dépendent pas de la juridiction des prud'hommes). Il a aussi été reproché à la Direction du CNRS de « ne pas diriger grand-chose ». Le phénomène semble moins lié à des causes organisationnelles qu'au mode de recrutement des responsables (cooptation de scientifiques au profil essentiellement académique, qui ne sont pas des managers).
L'hebdomadaire L'Express du 2 février 2004, citant un rapport de l'Inspection générale des finances sur le CNRS, note les défauts suivants : « Mauvaise répartition des moyens, doublons, absence de contrôles, statut rigide des chercheurs, et surtout une direction qui ne dirige pas grand-chose. » L'Inspection des Finances suggérait qu'il faudrait réduire le rôle du comité national du CNRS (évaluation par les pairs) au profit d'une autorité plus hiérarchique.
L'ancien ministre de la Recherche Claude Allègre défraya la chronique en engageant une réforme importante du CNRS, ce qui conduisit à des manifestations de la part de chercheurs français (2004). Ces polémiques se sont ensuite poursuivies dans un contexte de fronde de l'ensemble de la recherche publique contre le gouvernement de Jean-Pierre Raffarin, accusé de coupes importantes dans les crédits de la recherche. Plus récemment, ces réformes ont été présentées comme également liées à une volonté de reprise en main politique de la stratégie scientifique d'un organisme jugé par trop indépendant.
De nombreuses critiques ont été émises par la Cour des comptes et l'Inspection générale des finances sur le fait que les laboratoires du CNRS seraient rarement, voire jamais, évalués de manière « indépendante »[réf. nécessaire]. Ces institutions notent que la plupart de ces laboratoires répugneraient à utiliser la bibliométrie comme critère d'évaluation, contrairement aux organismes anglo-saxons. Or le syndicat SNCS-FSU s'oppose à la généralisation de la bibliométrie. En 2005, le syndicat de chercheurs SNCS-FSU demande plus de postes statutaires (fonctionnaires) au sein de l'institution et refuse la généralisation de l'évaluation individuelle, à laquelle il préfère l'évaluation des recherches — mais pas de façon bibliométrique. Outre le caractère collectif de toute recherche (voir les règles du CERN régissant les personnes ayant droit de signer tel ou tel article, les expériences du CERN engageant des centaines d'individus), il considère en effet improbable la tentative soi-disant « scientifique » de donner une note aux chercheurs afin d'évaluer leurs compétences de chercheurs sur une échelle numérique (en fonction, par exemple, du facteur-h qui corrèle nombre de publications dans certaines revues scientifiques et nombre de citations, considéré par ses promoteurs comme mesure légitime de la productivité d'un chercheur).
La bibliométrie est une mesure quantitative de la productivité en termes de publications scientifiques. Elle est souvent difficile à mettre en œuvre, car un usage inconsidéré peut mettre sur le même plan des publications peu importantes scientifiquement, et d'autres beaucoup plus importantes. Elle ne prend pas en compte les dimensions officiellement mises en avant par la commission européenne, le ministère français de la recherche et la direction du CNRS elle-même, à savoir la dissémination, la formation, et la communication de leur savoir par les chercheurs, qui sont plus difficilement quantifiables. Le débat porte donc en fait principalement sur le degré de bibliométrie académique utilisé[réf. nécessaire].
La loi sur la recherche a été débattue au parlement le 7 mars 2006. Elle semble loin de répondre aux demandes des chercheurs du CNRS et des autres organismes de recherche publique en particulier ceux du collectif « Sauvons la recherche ». La création de l'Agence d'évaluation de la recherche et de l'enseignement supérieur (AERES, évaluation) et l'Agence nationale de la recherche (ANR, financement) a profondément modifié l'organisation générale de la recherche française, et certains, tels le Prix Nobel Albert Fert,, s'inquiètent des conséquences que cette réorganisation pourrait avoir à terme sur le CNRS, une part des fonctions de ses structures propres (CoNRS et direction) pouvant paraître redondante avec les fonctions de ces nouvelles structures[réf. nécessaire].
En février 2008, la Cour des comptes estime que le CNRS n'a pas de « stratégie suivie dans la durée » et déplore que son organisation n’ait « pas véritablement changé depuis un quart de siècle ». Cependant, la Cour des comptes souligne: « mais il est vrai également que, si le contrat a pu être perdu de vue par les nouvelles équipes dirigeantes, c’est qu’il présentait des lacunes. En premier lieu, le contrat d’action pluriannuel n’était pas accompagné par une programmation des moyens financiers du CNRS. Il ne permettait donc ni de donner une indication des moyens budgétaires que l’État souhaitait mobiliser en faveur du CNRS, ni de traduire concrètement les priorités définies par le contrat, ni enfin de définir les efforts demandés au centre en matière de gestion ».
Plus récemment, il a été question de transformer le CNRS en une « Agence de moyens » attribuant des financements à des projets (et non à des structures), et de réaffecter tout ou partie des 26 000 employés du CNRS dans les universités : le candidat à la présidentielle, N. Sarkozy avait annoncé : « Je transformerai donc nos grands organismes de recherche en agences de moyens, chargées de sélectionner et financer des équipes de recherche pour des projets à durée déterminée ». Une note de la Direction générale de la recherche et de l'innovation a empêché le Conseil scientifique du CNRS les 9 et 10 octobre 2007 de rendre un avis sur le projet de plan stratégique du CNRS. Ce plan « CNRS - Horizon 2020 », lancé plus d'un an auparavant par la direction du CNRS a été reporté par le ministère chargé de la Recherche, après qu'il a été validé en juin 2007 par le conseil scientifique du CNRS, puis modifié par la Direction générale de la recherche et de l'innovation (DGRI). Dans sa lettre de mission à Valérie Pécresse, le Président de la république lui demande de « placer les universités au centre de l'effort de recherche, en confortant notamment leur responsabilité dans les laboratoires mixtes de recherche ».
Fin février 2008, la Ministre a traduit ces orientations dans une « feuille de route » qui confère au CNRS « une responsabilité particulière, à côté d’autres organismes, dans la conception, la construction et la gestion des très grandes infrastructures de recherche » tout en lui reconnaissant le statut de « principal organisme de recherche en France ». Cette feuille de route précise nombre d'objectifs, et particulièrement de réorganiser le CNRS en grands instituts, « sur le modèle de l'INSU et de l'IN2P3 ».
Le 1er juillet 2008, le CA du CNRS a adopté son « Plan Stratégique 2020 » après de longues négociations avec sa tutelle et les organisations syndicales et associatives des personnels de la recherche. Ce plan prévoit entre autres, dans son introduction portant sur l'organisation, la transformation des actuels départements en instituts qui ont « tous vocation à assumer des missions nationales ». Le contour de ces missions devra être négocié avec les autres EPST ou établissements œuvrant dans les mêmes champs (par exemple, avec l'Inserm pour les Sciences du Vivant, ou l'INRIA pour certains domaines d'application de l'informatique). Le « Contrat d'Objectifs » à 4 ans qui doit être signé avec le Ministère de tutelle avant la fin de l'année précisera l'ensemble de ces missions nationales et les contours précis des différents instituts.
En septembre 2012, l'Académie des sciences a publié un rapport plutôt critique sur le fonctionnement du CNRS. Ce rapport note qu'entre 1960 et 2012, le nombre d'emplois dans les services centraux a été multiplié par 9 lorsque le nombre de chercheurs ne faisait que quadrupler. La masse salariale du CNRS représentait, en 2010, 84 % de son budget, contre seulement 47 % en 1960. Les auteurs du rapport notent également le poids grandissant de la bureaucratie au sein du CNRS.
En 2019, 178 chercheurs CNRS bénéficiaires de bourses d’excellence du Conseil européen de la recherche s'inquiètent dans une tribune publiée dans Le Monde de l'avenir du CNRS et critiquent ses procédures de recrutement et de financement. Le CoNRS demande au gouvernement six milliards d'euros supplémentaires pour l’emploi scientifique.

### Lutte contre lafraude scientifique
Après les affaires très médiatisées concernant Olivier Voinnet, Anne Peyroche et Catherine Jessus, le CNRS met en place à l'initiative d'Antoine Petit un référent intégrité, Rémy Mosseri.

### X (ex-Twitter)
En 2024, après le rachat de X (anciennement Twitter) par Elon Musk, plusieurs chercheurs du CNRS lancent l'initiative « HelloQuitteX » visant à promouvoir le réseau social Mastodon et à quitter Twitter, pointé du doigt par la gauche en France. Une plainte est alors déposée pour « détournement de fonds publics » par Le Cercle droit, une association de juristes, leur reprochant d'utiliser leur temps de travail pour effectuer un projet exclusivement  politique, l'activité du CNRS étant centrée sur la recherche.

## Logos

Logo du CNRS jusqu'en 2008.
Logo du CNRS de 2008 à 2023[109].
Logo du CNRS depuis 2023[110].